# No One Noticed
«No One Noticed» — песня американской инди-поп-группы The Marías из их второго студийного альбома Submarine (2024). Она была выпущена 3 мая 2024 года лейблом Atlantic Records в качестве третьего сингла альбома вместе с песней «If Only».

## Композиция
Песню «No One Noticed» описывают как «диссоциированный яхт-поп». В ней рассказывается о душевном дискомфорте и переживаниях, связанных с отношениями с далёким партнёром. Мария Зардойя умоляет своего возлюбленного остаться, пытаясь объяснить причины глубокой связи, несмотря на отдалённость романа. Эхо фонового вокала, описывающего её мысли, звучит на протяжении всей песни.

## Релиз и продвижение
В течение нескольких месяцев после выхода песня постепенно завоёвывала популярность на платформе обмена видеороликами TikTok, где она звучала в видеороликах о грусти. 17 июля 2024 года певица Билли Айлиш выложила в Instagram запись, в которой она поёт вместе с песней, что помогло песне получить более широкое признание.

## Отзывы
Шаад Д’Соуза из журнала Paper заявил, что песня "идёт вниз так легко, что вы можете не заметить, что она в некотором роде разрушительна. Крис ДеВилль из Stereogum написал: «Плавный медленный танец „No One Noticed“ — это практически симфония вибраций, но он бьёт намного сильнее, поскольку Зардоя вводит нас в своё пространство с помощью вступительных строк вроде „Может быть, я сошла с ума/ Никто не заметил“, а затем усложняет свою перспективу такими строками, как „Никто не пытался прочитать мои глаза/ Никто, кроме тебя/ Хотелось бы, чтобы это было неправдой“».

## Чарты
| Чарт (2024—2025)                             | Высшая позиция |
| -------------------------------------------- | -------------- |
| Австралия (ARIA)                             | 56             |
| Канада (Billboard Canadian Hot 100)          | 53             |
| Мир (Billboard Global 200)                   | 28             |
| Ирландия (IRMA)                              | 63             |
| Литва (AGATA)                                | 50             |
| Малайзия (Malaysia, Billboard)               | 21             |
| Малайзия (International, RIM)                | 16             |
| Нидерланды (Single Tip, MegaCharts)          | 7              |
| Новая Зеландия (Recorded Music NZ)           | 29             |
| Сингапур (RIAS)                              | 15             |
| Великобритания (OCC UK Singles)              | 50             |
| США (Billboard Hot 100)                      | 22             |
| США (Billboard Adult Pop Airplay)            | 34             |
| США (Billboard Hot Rock & Alternative Songs) | 4              |
| США (Billboard Pop Airplay)                  | 22             |

## Сертификации
| Регион                                                                      | Сертификация | Продажи |
| --------------------------------------------------------------------------- | ------------ | ------- |
| Австралия (ARIA)                                                            | Золотой      | 35 000  |
| Канада (Music Canada)                                                       | Платиновый   | 80 000  |
| Новая Зеландия (RMNZ)                                                       | Золотой      | 15 000  |
| США (RIAA)                                                                  | Золотой      | 500 000 |
| Данные о продажах + прослушиваниях приведены только на основе сертификации. |              |         |